# هوسوئه، شیزوئوکا
هوسوئه، شیزوئوکا (به لاتین: Hosoe) یک منطقهٔ مسکونی در ژاپن است که در ناحیه چوبو واقع شده‌است. هوسوئه ۲۲٬۰۰۵ نفر جمعیت دارد.